# سيميون فومين
سيميون فومين (بالروسية: Фомин, Семён Анатольевич)‏ هو لاعب كرة قدم روسي في مركز الوسط، ولد في 10 يناير 1989 في فلاديفوستوك في روسيا. شارك مع منتخب روسيا تحت 17 سنة لكرة القدم ومنتخب روسيا الثاني لكرة القدم. أما مع النوادي، فقد لعب مع توربيدو موسكو وروتور فولغوغراد وسبارتاك نالتشيك ولوكوموتيف موسكو ونادي أوفا.